# سبورفاين
سبورفاين، هي مشغل وسائل النقل العام المملوكة للبلدية في أوسلو، النرويج. وهي تعمل على خطوط السكك الحديدية لمترو أوسلو وترام أوسلو، وكذلك تمتلك الشركة ثمانية فروع اتشغيل. في عام 2005، نقل 2365 من موظفيها 160 مليون راكب مسافة 710 ملايين كيلومتر، ومنذ عام 2008.